# Kubo-san wa Mob wo Yurusanai
Kubo-san wa Mob wo Yurusanai (久保さんは僕を許さない Kubo-san wa Mobu o Yurusanai?), también conocida como Kubo Won't Let Me Be Invisible en inglés,  es una serie de manga japonés escrita e ilustrada por Nene Yukimori. Comenzó ha serializarse en la revista Shūkan Young Jump de Shūeisha desde el 24 de octubre de 2019, y hasta el momento sus capítulos han sido recopilados en nueve volúmenes tankōbon. Una adaptación de la serie a anime producido por el estudio Pine Jam se estrenó el 10 de enero de 2023.

## Argumento
Junta Shiraishi es un chico de preparatoria que pasa totalmente desapercibido por los demás, tanto por sus compañeros y profesores, como también las personas que simplemente están cerca de él. Debido a esto, Shiraishi se considera alguien totalmente invisible. Sin embargo, la única persona que puede verlo en su totalidad es Nagisa Kubo, su compañera de clase, a quien le gusta mucho molestarlo y fijarse en él. La serie narra los eventos del día a día, enfocados en Shiraishi y Kubo, su relación entre sí y el proceso para que la gente se percate más de él.

## Personajes
Junta Shiraishi (白石 純太, Shiraishi Junta?)
 Seiyū: Kengo Kawanishi
Protagonista masculino. Es miembro del comité de medio ambiente de su preparatoria. Se caracteriza por ser alguien tan simple que pasa totalmente desapercibido por todo el mundo, incluso si él esta cerca de la gente o muy a la vista, por lo cual, no ha podido hacer amistades en su vida. Las únicas personas que siempre lo pudieron detectar son su hermano Seita y las Kubo. Lejos de eso, quienes lo conocen pueden ver su actitud calmada y generosa, aunque el se considere inferior al pasar desapercibido. Gracias a Kubo, pudo comenzar a interactuar con mucha más gente y a no pasar tan desapercibido. 
Nagisa Kubo (久保 渚咲, Kubo Nagisa?)
 Seiyū: Kana Hanazawa
Protagonista femenina y compañera de clase de Shiraishi, y luego, también comparten el comité de medio ambiente. Es una chica amable, gentil y dulce, como así también algo tímida. Es la primera persona que se percata de la presencia de Shiraishi, y desde que lo conoció, siempre hizo lo posible por permanecer a su lado, desarrollando sentimientos por él que expresa en forma de indirectas, ya que no cuenta con el valor suficiente como para declararse. A pesar de su excelencia académica, tiene problemas en la cocina y un complejo con su busto motivado por lo bien dotada que está su hermana, problemas que logra sobrellevar gracias al apoyo de Shiraishi y sus amigos.
Akina Kubo (久保 明菜, Kubo Akina?)
 Seiyū: Miku Itō
La hermana mayor de Nagisa, quien trabaja en una librería. Ella tiene un cuerpo bien dotado, lo que ocasiona celos a su hermana. A Akina le gusta observar la relación de Junta y Nagisa solo para reírse de sus reacciones, siendo la segunda persona que puede encontrarlo, característica que desarrolla la familia Kubo. Le encanta el alcohol, pero también tiene un lado travieso, como volverse un poco atrevida cuando está borracha.
Saki Kubo (久保 沙貴, Kubo Saki?)
 Seiyū: Sora Amamiya
La prima de Nagisa, a quien admira mucho. Es muy responsable y sabe cocinar. Ella ve a Junta como un rival por el afecto de Nagisa.
Hazuki Kudō (工藤 葉月, Kudō Hadzuki?)
 Seiyū: Ai Kakuma
Es la mejor amiga de Nagisa Kubo y Tamao Taira y compañera de clase de Junta Shiraishi. Hazuki es una persona tranquila y madura que a menudo es buena para ocultar sus emociones y puede ser vista como una "figura materna" para Nagisa y Tamao. Parece ser una persona sarcástica pero sincera que siempre está tratando de cuidar a sus dos amigas.
Tamao Taira (平 玉緒, Taira Tamao?)
 Seiyū: Ayana Taketatsu
Es la mejor amiga de Nagisa Kubo y Hazuki Kudō y compañera de clase de Junta Shiraishi. También es amiga de la infancia de Yuma Sudo.
Yuma Sudo (須藤 勇真, Sudō Yūma?)
Es un compañero de clase y amigo de los protagonistas principales Junta Shiraishi y Nagisa Kubo. También es amigo de la infancia de Tamao Taira. Sudo es una persona amable y divertida que quería acercarse a Shiraishi y hacerse amigos. Se ve que no es el mejor estudiante pero se esfuerza por hacer lo mejor para estar con sus amigos.
Yoshie Shiraishi (白石 由恵 Shiraishi Yoshie?)
 Seiyū: Mamiko Noto
Es la madre de Junta y Seita. Yoshie es una mujer bastante alegre que se preocupa profundamente por sus dos hijos.
Seita Shiraishi (白石 誠太 Shiraishi Seita?)
 Seiyū: Mariya Ise
Es el hermano menor de Junta. No parece tener la misma falta de presencia que su hermano mayor. Seita adora a la prima de Nagisa, Saki.
Unzen-sensei (雲仙先生?)
 Seiyū: Naoki Tatsuta
El profesor de clases de Junta y Nagisa. En comparación con sus alumnos, es de baja estatura.

## Contenido de la obra

### Manga
Kubo-san wa Mob wo Yurusanai es escrito e ilustrado por Nene Yukimori. La serie comenzó a serializarse en la revista Shūkan Young Jump de Shūeisha el 24 de octubre de 2019. Shūeisha ha recopilado sus capítulos en volúmenes tankōbon individuales. El primer volumen se publicó el 19 de febrero de 2020, y hasta el momento se han lanzado nueve volúmenes.
La serie se publica simultáneamente en inglés y español en el servicio Manga Plus de Shūeisha y en el sitio web Shonen Jump de VIZ Media. VIZ Media obtuvo la licencia de la serie para su publicación impresa en América del Norte.

#### Lista de volúmenes
| N.º | Fecha de lanzamiento     | ISBN original          |
| --- | ------------------------ | ---------------------- |
| 1   | 19 de febrero de 2020    | ISBN 978-4-08-891476-3 |
| 2   | 19 de junio de 2020      | ISBN 978-4-08-891550-0 |
| 3   | 18 de septiembre de 2020 | ISBN 978-4-08-891654-5 |
| 4   | 19 de febrero de 2021    | ISBN 978-4-08-891781-8 |
| 5   | 18 de junio de 2021      | ISBN 978-4-08-892009-2 |
| 6   | 17 de septiembre de 2021 | ISBN 978-4-08-892073-3 |
| 7   | 19 de noviembre de 2021  | ISBN 978-4-08-892118-1 |
| 8   | 18 de febrero de 2022    | ISBN 978-4-08-892214-0 |
| 9   | 18 de mayo de 2022       | ISBN 978-4-08-892299-7 |
| 10  | 16 de septiembre de 2022 | ISBN 978-4-08-892432-8 |

### Anime
El 13 de mayo de 2022 se anunció una adaptación de la serie a anime. Está producida por el estudio Pine Jam y dirigida por Kazuomi Koga, con guiones escritos por Yūya Takahashi, diseños de personajes a cargo de Yoshiko Saitō y música compuesta por Kujira Yumemi. La serie se estrenó el 10 de enero de 2023. El tema de apertura es «Dramatic Janakutemo» interpretado por Kana Hanazawa, mientras que el tema de cierre es «Kasuka de Tashika» de DIALOGUE+. Sentai Filmworks obtuvo la licencia de la serie fuera de Asia, y lo transmitió en HIDIVE.
El 24 de enero, se anunció que la serie estaría en pausa después del episodio 6 debido a la pandemia de COVID-19. La temporada está programada para reiniciar la transmisión desde el primer episodio en abril.

## Recepción
En 2020, Kubo-san wa Boku (Mob) wo Yurusanai fue nominado en la sexta edición de los Next Manga Awards y ocupó el puesto 19 entre 50 nominados con 9 306 votos. En 2021, la serie fue nominada nuevamente en los séptimos Next Manga Awards y se ubicó en el séptimo lugar de 50 nominados.